# Fluorstrophite
La fluorstrophite è un minerale appartenente al supergruppo dell'apatite. Questo minerale è stato ridenominato più volte, inizialmente era chiamato stronzio-apatite poi nel 2008 venne denominato apatite-(SrOH) e infine nel 2010 assunse il nome attuale.
Lo stronzio è uno degli elementi di sostituzione più frequenti nell'apatite. Forma una soluzione solida completa stronzio – calcio, di cui solo il prodotto estremo privo del calcio non è stato trovato in natura ma prodotto in laboratorio.
Si tratta di un minerale di particolare interesse per le applicazioni nel campo della gestione delle scorie nucleari per la capacità dell'apatite di sequestrare gli elementi radioattivi quali uranio e stronzio 90.
L'apatite, con la sua struttura in grado di accogliere una grande varietà di elementi delle terre rare si è dimostrata un valido mezzo, con le sue proprietà ottiche e termiche per la costruzione di laser efficienti.
La stronzio apatite consente la datazione radiometrica Rb–Sr.

## Abito cristallino
Di frequente presenta un abito scheletrato, dovuto alla presenza di elementi esterni che ostacolano la crescita dei cristalli, che di conseguenza crescono lungo le linee di maggiore forza (gli spigoli) lasciando le facce vuote. Si presenta anche in forma saccaroide, creando concrezioni di cristalli anedrali e sub-anedrali all'interno di cavità.

## Origine e giacitura
Si forma all'interno delle fratture presenti nei massicci intrusivi pegmatitici alcalini.